# Campeonato Europeo de Natación de 1954
El VIII Campeonato Europeo de Natación se celebró en Turín (Italia) entre el 31 de agosto y el 5 de septiembre de 1954 bajo la organización de la Liga Europea de Natación (LEN) y la Federación Italiana de Natación.

## Resultados de natación

### Masculino
| Evento          | Oro                                                             | Plata                                                                  | Bronce                                                                      |
| --------------- | --------------------------------------------------------------- | ---------------------------------------------------------------------- | --------------------------------------------------------------------------- |
| 100 m libre     | Imre Nyéki Hungría 57,8                                         | Lev Balandin URSS 58,2                                                 | Géza Kádas Hungría 58,3                                                     |
| 400 m libre     | György Csordás Hungría 4:38,8                                   | Angelo Romani · Italia · 4:40,4                                        | Per-Olof Östrand · Suecia · 4:40,9                                          |
| 1500 m libre    | György Csordás Hungría 18:57,8                                  | György Schuszter Hungría 19:05,6                                       | Vladimir Lavrinenko URSS 19:10,6                                            |
| 100 m espalda   | Gilbert Bozon Francia 1:09,4                                    | László Magyar Hungría 1:09,7                                           | John Brockway Reino Unido 1:10,8                                            |
| 200 m braza     | Klaus Bodinger RDA 2:40,9                                       | Marek Petrusewicz · Polonia · 2:42,5                                   | Sándor Utassy Hungría 2:43,4                                                |
| 200 m mariposa  | György Tumpek Hungría 2:32,2                                    | Zsolt Feyér Hungría 2:35,1                                             | Vadim Martinchik URSS 2:36,3                                                |
| 4 × 200 m libre | Hungría Laszlo Till Zoltán Dömötör Géza Kádas Imre Nyéki 8:47,8 | Francia Jean Boiteux Gilbert Bozon Guy Montserret Aldo Eminente 8:54,1 | URSS Nikolái Suhorukov Viacheslav Kurennoy Yuri Abovyan Lev Balandin 8:55,9 |

### Femenino
| Evento          | Oro                                                                | Plata                                                                                       | Bronce                                                                |
| --------------- | ------------------------------------------------------------------ | ------------------------------------------------------------------------------------------- | --------------------------------------------------------------------- |
| 100 m libre     | Katalin Szöke Hungría 1:05,8                                       | Judit Temes Hungría 1:06,7                                                                  | Geertje Wielema · Países Bajos · 1:07,3                               |
| 400 m libre     | Ágota Sebő Hungría 5:14,4                                          | Valéria Gyenge Hungría 5:16,3                                                               | Eša Ligorio Yugoslavia 5:18,7                                         |
| 100 m espalda   | Geertje Wielema · Países Bajos · 1:13,2                            | Johanna de Korte · Países Bajos · 1:13,6                                                    | Pat Symons Reino Unido 1:17,3                                         |
| 200 m braza     | Ursula Happe RFA 2:54,9                                            | Jytte Hansen Dinamarca 2:55,0                                                               | Klára Killermann Hungría 2:55,8                                       |
| 100 m mariposa  | Jutta Langenau RDA 1:16,6                                          | Mária Littomeritzky Hungría 1:18,6                                                          | Ursula Happe RFA 1:18,9                                               |
| 4 × 100 m libre | Hungría Valéria Gyenge Ágota Sebő Judit Temes Katalin Szőke 4:30,6 | Países Bajos · Loes Zandvliet · Joke de Korte · Hetty Balkenende · Geertje Wielema · 4:33,2 | RFA Kati Jansen Gisela von Netz Birgit Klomp Elisabeth Rechlin 4:37,2 |

### Medallero
| Núm. | País         | Oro | Plata | Bronce | Total |
| ---- | ------------ | --- | ----- | ------ | ----- |
| 1    | Hungría      | 8   | 6     | 3      | 17    |
| 2    | RDA          | 2   | 0     | 0      | 2     |
| 3    | Países Bajos | 1   | 2     | 1      | 4     |
| 4    | Francia      | 1   | 1     | 0      | 2     |
| 5    | RFA          | 1   | 0     | 2      | 3     |
| 6    | URSS         | 0   | 1     | 3      | 4     |
| 7    | Dinamarca    | 0   | 1     | 0      | 1     |
| 7    | Italia       | 0   | 1     | 0      | 1     |
| 7    | Polonia      | 0   | 1     | 0      | 1     |
| 10   | Reino Unido  | 0   | 0     | 2      | 2     |
| 11   | Suecia       | 0   | 0     | 1      | 1     |
| 11   | Yugoslavia   | 0   | 0     | 1      | 1     |
|      | TOTAL        | 13  | 13    | 13     | 39    |

## Resultados de saltos

### Masculino
| Evento          | Oro                           | Plata                           | Bronce                             |
| --------------- | ----------------------------- | ------------------------------- | ---------------------------------- |
| Trampolín 3 m   | Roman Brener URSS 153,26 pts. | Gennadi Udalov URSS 141,16 pts. | Christian Pire Francia 136,97 pts. |
| Plataforma 10 m | Roman Brener URSS 144.01      | Mijail Chachba URSS 142.06      | Peter Heatly Reino Unido 133,59    |

### Femenino
| Evento          | Oro                                   | Plata                               | Bronce                            |
| --------------- | ------------------------------------- | ----------------------------------- | --------------------------------- |
| Trampolín 3 m   | Valentina Chumicheva URSS 129,45 pts. | Birte Hanson · Suecia · 127,79 pts. | Liubov Zhigalova URSS 125,30 pts. |
| Plataforma 10 m | Tatiana Karakashiants URSS 79,86      | Birte Hanson · Suecia · 72,17       | Eva Pfarrhofer · Austria · 65,68  |

### Medallero
| Núm. | País        | Oro | Plata | Bronce | Total |
| ---- | ----------- | --- | ----- | ------ | ----- |
| 1    | URSS        | 4   | 2     | 1      | 7     |
| 2    | Suecia      | 0   | 2     | 0      | 2     |
| 3    | Austria     | 0   | 0     | 1      | 1     |
| 3    | Francia     | 0   | 0     | 1      | 1     |
| 3    | Reino Unido | 0   | 0     | 1      | 1     |
|      | TOTAL       | 4   | 4     | 4      | 12    |

## Resultados de waterpolo
| Evento    | Oro     | Plata      | Bronce |
| --------- | ------- | ---------- | ------ |
| Masculino | Hungría | Yugoslavia | Italia |

## Medallero total
| Núm. | País         | Oro | Plata | Bronce | Total |
| ---- | ------------ | --- | ----- | ------ | ----- |
| 1    | Hungría      | 9   | 6     | 3      | 18    |
| 2    | URSS         | 4   | 3     | 4      | 11    |
| 3    | RDA          | 2   | 0     | 0      | 2     |
| 4    | Países Bajos | 1   | 2     | 1      | 4     |
| 5    | Francia      | 1   | 1     | 1      | 3     |
| 6    | RFA          | 1   | 0     | 2      | 3     |
| 7    | Suecia       | 0   | 2     | 1      | 3     |
| 8    | Italia       | 0   | 1     | 1      | 2     |
| 8    | Yugoslavia   | 0   | 1     | 1      | 2     |
| 10   | Dinamarca    | 0   | 1     | 0      | 1     |
| 10   | Polonia      | 0   | 1     | 0      | 1     |
| 12   | Reino Unido  | 0   | 0     | 3      | 3     |
| 13   | Austria      | 0   | 0     | 1      | 1     |
|      | TOTAL        | 18  | 18    | 18     | 54    |